# Antropologia jedzenia

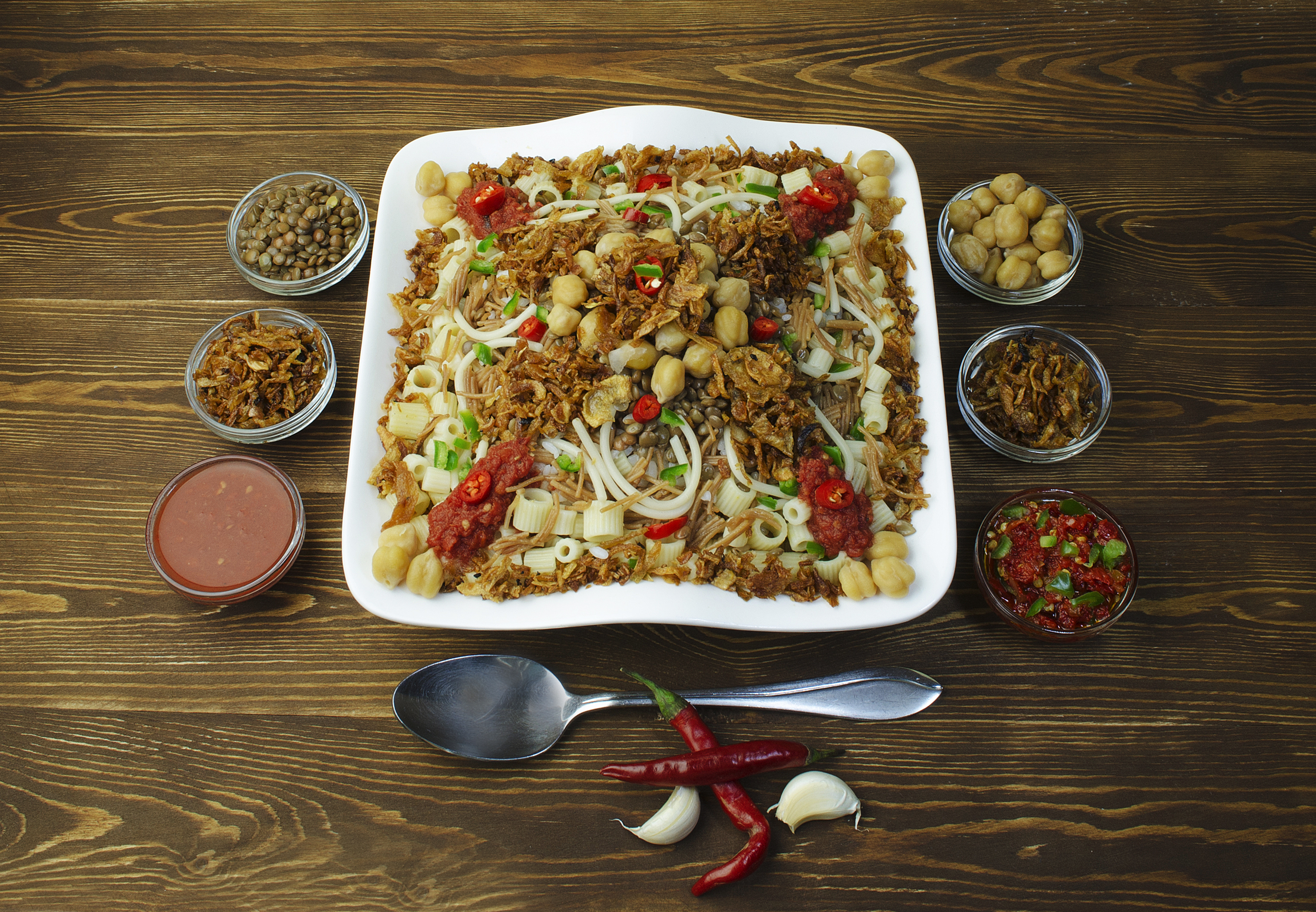
Egipskie danie koshari

Antropologia jedzenia – jedna z subdyscyplin antropologii kulturowej (antropologii społecznej) zajmująca się badaniem pożywienia w kontekście kulturowym człowieka, starająca się wyjaśnić zależności między systemami pożywienia a zachowaniami ludzi. Zainteresowania antropologii jedzenia obejmują więc konotacje pożywienia w kontekście polityki, rytuału, produkcji i dystrybucji, płci i wszelkich innych sfer życia społecznego. Antropologów zajmujących się powyższymi zagadnieniami interesuje to co ludzie jedzą, jak spożywają posiłki, gdzie, z kim i dlaczego, jakie wartości są nadawane poszczególnym potrawom i sposobom ich konsumpcji, lub zakazie konsumpcji (tabu pokarmowe). Antropologia jedzenia łączy się z takimi dziedzinami nauk jak antropologia zmysłów, historia jedzenia, socjologia jedzenia i food studies.

## Historia i najważniejsi przedstawiciele
Zainteresowanie jedzeniem towarzyszyło antropologii od samego początku powstania tej dyscypliny. Wcześni badacze, z racji obranego paradygmatu ewolucyjnego, zajmowali się głównie klasyfikacją potraw spożywanych przez badane przez nich społeczności, analizą sposobów spożywania jedzenia w celu ustalenia poziomu rozwinięcia danej społeczności (Manners and Meals, Garrick Mallery). Wiązało się to również z podziałem społeczeństw na ludy zbieracko-łowieckie, rolnicze, pasterskie i wielkie cywilizacje lub stworzonym przez dyfuzjonistę Clarka Wisslera podziale Ameryki na areały kulturowe: region łososia, obszar uprawy manioku, obszar gwanako, region zbieraczy dzikich nasion, obszar bizonów, obszar polowań na karibu i obszar uprawy kukurydzy. Zainteresowania badaczy dotyczyły również zjawiska kanibalizmu oraz analizy tabu pokarmowych.
W latach 60. zainteresowania badaczy skupiały się na strukturach związanych z przygotowywaniem posiłków oraz z formą ich spożywania. Gwałtowny rozwój subdyscypliny nastąpił w latach 80. i 90. Z powodu nasilenia procesu konsumpcji, rozwinął się przemysł gastronomiczny obejmujący kino, literaturę kulinarną, blogi internetowe czy programy telewizyjne.
O ile w Europie Zachodniej i Ameryce Północnej dorobek naukowców z zakresu antropologii jedzenia jest niezwykle rozbudowany, w Polsce dziedzina ta dopiero się rozwija. Do klasyków należą prace Oskara Kolberga i Kazimierza Moszyńskiego, współcześnie znaną badaczką jedzenia jest Anna Wieczorkiewicz.

## Charakterystyka najważniejszych prac dotyczących antropologii jedzenia
Anthelme Brillat-Savarin
Jednym z najstarszych, a zarazem najbardziej znanych dzieł jest Fizjologia smaku albo medytacje o gastronomii doskonałej (1825) autorstwa francuskiego prawnika Anthelme'a Brillant-Savarina. Jest to zbiór anegdot i rozważań filozoficznych dotyczących historii kultury kulinarnej. Brillat-Savarin rozróżnia potrzebę jedzenia i przyjemność jedzenia, którym towarzyszy apetyt naturalny, bądź apetyt na przepych. Analizuje zwyczaje towarzyszące ucztom greckim i rzymskim, najazdom barbarzyńskim, jak również kulinarne zwyczaje Francuzów. Wskazuje na wagę pojęcia gastronomii, która „jest wiedzą o wszystkim co ma związek z człowiekiem jako istotą odżywiającą się”.
Claude Lévi-Strauss

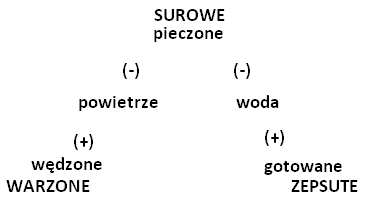
Trójkąt kulinarny C. Lévi-Straussa

Podwaliny współczesnej antropologii jedzenia dał Claude Lévi-Strauss w swoim artykule Trójkąt kulinarny (1965). Levi-Strauss był strukturalistą, opracował oparte na opozycjach binarnych trójkątne pole semantyczne, obrazujące przejście człowieka od natury do kultury. Trzy wierzchołki trójkąta kulinarnego obrazują trzy kategorie posiłków: surowe, warzone i zepsute. Kategorię pokarmów „warzonych” Levi-Strauss podzielił z kolei na pokarmy „pieczone”, podczas gdy zachodzi bezpośredni kontakt ze środkiem przetwarzającym pokarm (połączenie niezapośredniczone), „gotowane” podczas gdy surowa żywność przetwarzana jest za pomocą wody i naczynia (połączenie zapośredniczone) oraz „wędzenie”, czyli powolne warzenie pokarmów, za pomocą powietrza.
Lévi-Strauss, posługując się opozycjami binarnymi nieprzetworzone-przetworzone, surowe-warzone, pieczone-gotowane, odpowiadającymi opozycji natura-kultura, stworzył schemat mający obrazować przejście człowieka od natury do kultury. „Surowe” jest biegunem nienacechowanym, który ulega przekształceniu kulturalnemu w „warzone”, lub przekształceniu naturalnemu w „zepsute”, „warzone” i „zepsute” są więc biegunami nacechowanymi. Z kolei „pieczone” i „wędzone” przeciwstawia „gotowanemu”, z racji użytych środków przetworzenia („pieczone” i „wędzone” – powietrze, „gotowane” – woda) te pierwsze umieszcza po stronie natury, „gotowane” natomiast po stronie kultury. Ze względu na wyniki „wędzone” po stronie kultury, „pieczone” i „gotowane” po stronie natury. Uważa, że wyższość znaczenia pieczonego mięsa nad gotowanym jest uniwersalną cechą kultury, ponieważ gotowane wykorzystuje cały potencjał pokarmu wraz z sokami, natomiast pieczone pociąga za sobą straty. Zauważa również, że w większości przypadków wyobraźnia ludowa, przypisuje „pieczonemu” cechy bardziej pierwotne niż gotowanemu, ma to swoje odzwierciedlenie w mitach genezyjskich.
Mary Douglas
Nurt zapoczątkowany przez Lévi-Straussa kontynuowała Mary Douglas, która w swojej książce zatytułowanej Ukryte znaczenia. Wybrane szkice antropologiczne, rozdział Odszyfrowanie posiłków poświęciła analizie konotacji wynikających ze spożywania posiłków z określonymi schematami społecznymi, pozycją w grupie, sposobem podtrzymywania bliskich relacji, czyli znaczeniom, jakie nadawane są posiłkom. Zauważyła, że posiłek jest schematem wyznaczającym granicę między porządkiem a nieporządkiem. Podobnie jak Lévi-Strauss w analizie tych schematów posługiwała się opozycjami binarnymi, w przypadku pożywienia były to posiłki i konsumpcja napojów. Mary Douglas zajmowała się również badaniem tabu pokarmowych.
Pierre Bourdieu
W latach 80. nastąpił gwałtowny wzrost zainteresowania jedzeniem, co było związane z narodzeniem się nowej klasy średniej i wzrostem znaczenia konsumpcji w Europie Zachodniej oraz Ameryce Północnej. W roku 1984 pojawił się artykuł napisany przez Pierre'a Bourdieu pt. Distinction: A Social Critique of the Judgement of Taste. Bourdieu ucieka w nim od strukturalistycznych abstrakcji, by badać sensoryczne aspekty jedzenia szczególnie w kontekście zjawiska habitusu. Gust smakowy jest dla niego częścią kapitału kulturowego. Smak jest więc elementem różnicującym w systemie klasyfikacji społecznej, który wyraża się w warunkach życia określonej grupy.

## Inni badacze związani z antropologią jedzenia
- Jack Goody[12]
- Marvin Harris[13]
- Sidney Mintz(inne języki)[14]
- Warren Belasco[15]
- David Evan Sutton[16]
- Carole M. Counihan(inne języki)[17]
- Anna Wieczorkiewicz[18]

## Czasopisma naukowe związane z antropologią jedzenia
Anthropology of food
To wielojęzyczne czasopismo internetowe, założone w roku 1999 przez Florence Bergeaud-Blackler, Matthieu Duboys de Labarre i Isabelle Téchoueyres. Anthropology of food wydawane jest raz w roku, można tam znaleźć artykuły w języku francuskim, angielskim, hiszpańskim i portugalskim, każdy numer zorientowany jest wokół jednego temtu przewodniego. Swoje badania publikują tam badacze akademiccy nauk społecznych: socjologowie, antropolodzy, filozofowie, historycy, ekonomiści i geografowie, którzy zainteresowani są tematyką pożywienia w kulturze.
Food, Culture and Society
To międzynarodowe czasopismo stanowiące przegląd multidyscyplinarnych badań nad złożonością relacji między żywnością a kulturą i społeczeństwem. Można tam znaleźć wyniki badań zarówno z dziedzin nauk społecznych jak i nauk przyrodniczych. Czasopismo publikuje również oryginalne recenzje stosownych książek z zakresu poruszanej tematyki, jak również specjalny rozdział dotyczący perspektyw nauczania. Jednym z redaktorów „Food, Culture and Society” jest Warren Belasco, autor wielu znanych prac z zakresu antropologii jedzenia m.in. Food: The Key Concepts.
Food and Foodways
Międzynarodowe czasopismo publikujące oryginalne artykuły na temat historii i kultury ludzkiego pożywienia. Refleksja nad rolą jaką pełni pożywienie w relacjach międzyludzkich, pozwala zbadać jak subtelnie kształtowało ono i kształtuje nadal życie społeczne, ekonomiczne, polityczne, psychiczne i moralne. Z racji faktu, że jedzenie jest zjawiskiem powszechnym nie może być rozpatrywane tylko w zakresie jednej dziedziny, dlatego też publikowane artykuły są dialogiem interdyscyplinarnym.
Gastronomica
Kwartalnik naukowy wydawany przez University of California Press. Powstał w 2001 roku, redaktorem naczelnym jest Darra Goldstein. Żywność i jedzenie traktuje jako ważne źródło wiedzy o kulturach i społeczeństwach, poprzez badanie i analizowanie różnych jej aspektów wzbudza refleksję i wywołuje dyskusje nad wpływem jedzenia na historię, literaturę i kulturę.